# Почерк

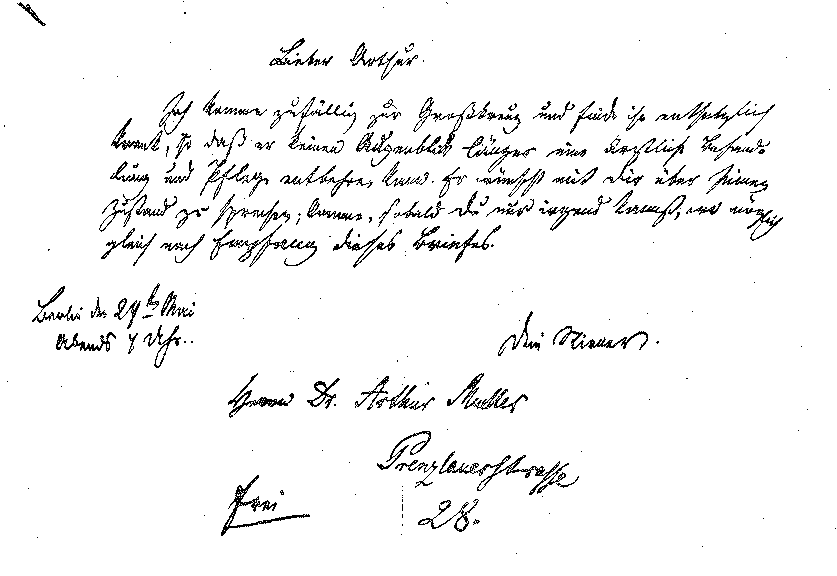
Почерк немецкого философа Макса Штирнера (готический курсив)

По́черк — фиксируемая в рукописи, характерная для каждого пишущего и основанная на его письменно-двигательном навыке система движений, с помощью которой выполняются условные графические знаки.
На формирование почерка огромное влияние оказывают различные факторы как субъективного, так и объективного плана. Субъективные присущи конкретной личности пишущего, а объективные зависят от внешних условий, в которых проходит процесс письма.
Исследование рукописных текстов обычно происходит в рамках криминалистического исследования документов (почерковедение). Кроме того, почерк является предметом изучения графологии, однако результаты графологических исследований не всеми признаются в качестве научного факта.
В последние годы количество текстов, написанных от руки, сокращается (люди всё чаще начинают писать на клавиатуре и распечатывать на принтерах).
Почерк может быть «хорошим», то есть удобочитаемым, или же невнятным (даже для человека, написавшего письмо). Разборчивость почерка имеет большое значение для публикаторов рукописных материалов деятелей прошлого. В частности, хороший почерк в письмах и рукописях К. Д. Бальмонта и едва разборчивый у М. В. Добужинского.